# MIRAGE (AAA單曲)
「MIRAGE 海市蜃樓」是日本的音樂团体AAA的第17张单曲。2008年1月9日由avex trax发售。

## 概要
- 「MIRAGE」是2008年的第一張單曲。與DVD「2nd Anniversary Live -5th ATTACK 070922- 日本武道館」同時發行。
- 「Love Candle」是由成員浦田直也和末吉秀太主唱，首次男子組的歌曲不是由西島隆弘擔任主唱。
- 此單曲有3個版本，分別有「CD+DVD」、「CD ONLY」和「CD EXTRA」。「CD EXTRA」收錄了VARIETY MOVIE -AAA秘密俱樂部-
- 在「CD ONLY」中，收錄了「夏日風物」的「SUNSHINE (Live in BUDOKAN 2007.9.22)」。
- 在1月21日於公信榜单曲週排行榜取得第1位，成為AAA出道以來第1張公信榜每周銷量排名第一的單曲。此單曲亦是2008年週間銷量最低的冠軍單曲。

## 收录内容

### CD+DVD
CD
1. MIRAGE
（作詞：FLAT5th・Rico 作曲：四月朔日義昭 編曲：鈴木秀行）
2. Love Candle
（作詞：jam 作曲：日比野裕史 編曲：水島康貴）
3. MIRAGE（Instrumental）
4. Love Candle（Instrumental）

DVD
1. MIRAGE（Music Clip）

### CD ONLY
1. MIRAGE
2. Love Candle
3. SUNSHINE (Live in BUDOKAN 2007.9.22)
4. MIRAGE（Instrumental）
5. Love Candle（Instrumental）

### CD EXTRA
1. MIRAGE
2. Love Candle
3. MIRAGE（Instrumental）
4. Love Candle（Instrumental）

DVD
1. VARIETY MOVIE -AAA秘密俱樂部

## 引用
1. ↑   (新闻稿). 愛貝克思官方網站 avex taiwan inc. 2008-03-19  [2015-09-12]. （原始内容存档于2016-03-04） （中文（臺灣））. MIRAGE 海市蜃樓